# Siyabonga Sangweni
Doctor Siyabonga Sangweni (ur. 29 września 1981 w Empangeni) – południowoafrykański piłkarz występujący na pozycji obrońcy.
Sangweni gra na środku obrony. Zawodnikiem Golden Arrows jest od 2005 roku. W reprezentacji swojego kraju zagrał 9 razy i strzelił jedną bramkę. Zadebiutował w niej 27 maja 2007 roku w spotkaniu z Mauritiusem. W 2010 został powołany do składu na mistrzostwa świata.